# Leśniczówka w Stryszawie
Leśniczówka w Stryszawie – wybudowany w 1870 r. budynek dawnego Zarządu Dóbr leśnych w Suchej, znajdujący się we wsi Stryszawa w województwie małopolskim, w powiecie suskim, w gminie Stryszawa. Znajduje się w rejestrze  zabytków nieruchomych województwa małopolskiego. 
Budynek, zwany dworem lub leśniczówką, stoi przy głównej drodze wiodącej przez wieś, powyżej kościoła. Został gruntownie odremontowany. Jest to budynek murowany z drewnianą werandą. Wybudowano go na miejscu dawnego dworu i otoczony jest drzewami, które dawniej tworzyły park dworski. Obecnie w budynku znajduje się Gminny Ośrodek Kultury i punkt informacji turystycznej. Od 1995 r. działa w nim Beskidzkie Centrum Zabawkarstwa Ludowego, które m.in. prowadzi sklepik z wyrobami ludowego rękodzielnictwa, a od 2011 r. także Muzeum Zabawek.